# Post-SG Danzig
Die Post-SG Danzig (gegründet als Post-SV Danzig) war ein deutscher Sportverein aus Danzig. Die Fußballabteilung spielte drei Jahre lang in der erstklassigen Gauliga Danzig-Westpreußen.

## Geschichte
Das Gründungsjahr des Post-SV Danzig ist nicht überliefert. Ein Spielbetrieb im Baltischen Rasen- und Wintersport-Verband (BRWV) ist seit der Spielzeit 1931/32 überliefert, die witterungsbedingt bereits ab 1930 ausgetragen wurde, als die Fußballabteilung in der viertklassigen C-Klasse Danzig spielte. Bis zur Auflösung des BWRV 1933 gelang dem Verein der Aufstieg bis in die zweitklassige A-Klasse Danzig.
Nach der Gleichschaltung der Nationalsozialisten im Jahr 1933 wurden alle bisherigen Fußball-Verbände aufgelöst. Der Spielbetrieb wurde nun in 16 Fußballgauen organisiert, Danzig wurde dem Sportgau Ostpreußen zugeordnet. Durch die Umstrukturierung wurde der Verein in die drittklassige 1. Klasse Bezirk IV Danzig-Marienwerder Kreis I Danzig zugeordnet und stieg nach der Spielzeit 1934/35 gar in die viertklassige 2. Klasse ab. Der Verein schaffte den sofortigen Wiederaufstieg in die 1. Klasse und erreichte durch eine Umstrukturierung des Ligasystems zur Spielzeit 1938/39 die zweitklassige Bezirksklasse Danzig. Ein Spielbetrieb in der durch den Beginn des Zweiten Weltkriegs geprägten Saison 1939/40 ist nicht überliefert.
1940 nannte sich der Verein in Post-SG Danzig um. Nach Gründung des Sportgaus Danzig-Westpreußen 1940 erfolgte eine Übergangsrunde zur Einteilung der Vereine in das Ligasystem. In dieser erreichte Danzig den fünften Tabellenplatz und wurde dadurch in die zweitklassige 1. Klasse Danzig-Westpreußen 1940/41 eingeordnet. In dieser erreichte der Verein die Meisterschaft, was den Aufstieg in die erstklassige Gauliga Danzig-Westpreußen 1941/42 bedeutete. Die erste Gauligasaison beendete die Post-SG als Fünfter. In der folgenden Spielzeit musste Danzig als Achtplatzierter in die Relegation gegen den SC Graudenz, durch zwei Siege wurde der Abstieg in die Zweitklassigkeit vermieden. Der Verein hielt sich bis zur abgebrochenen Spielzeit 1944/45 in der Gauliga.
Nach dem Zweiten Weltkrieg wurde das zum Deutschen Reich gehörende Danzig unter polnische Verwaltung gestellt. Die Post-SG Danzig wurde – wie alle übrigen deutschen Vereine und Einrichtungen – zwangsaufgelöst.

## Erfolge
- Spielzeiten in der Gauliga Danzig-Westpreußen: 1941/42, 1942/43, 1943/44, 1944/45

## Bekannte Spieler
- Kurt Ehrmann
- Ernst Löttke

## Bekannte Trainer
- Anton Kugler